# Famille Vanhove
La famille Vanhove est une famille lilloise de comédiens des XVIIIe et XIXe siècles. Plusieurs d'entre eux entrent à la Comédie française. Parmi ceux-ci, Charlotte Vanhove, dite Caroline, fille de l'un d'eux, comédienne dès ses 14 ans et deuxième épouse du grand François-Joseph Talma, est celle qui acquiert la célébrité la plus grande.

## Origine familiale
Les Vanhove sont retrouvés à Lille dès le XVIe siècle. Ils exercent différentes professions de l'artisanat ou du commerce, achètent la bourgeoisie de Lille au XVIe siècle et se transmettent le statut de bourgeois de la ville de génération en génération.
La branche familiale dont sont issus les comédiens a suivi une orientation différente. On y trouve plusieurs chirurgiens, dont un Pierre-Joseph Vanhove (1722-1776), d'abord marchand cabaretier puis chirurgien au service du roi en Amérique où il meurt en 1776. Ce Pierre-Joseph était un petit-cousin des acteurs lillois.
Le grand-père des comédiens, Mathieu-Charles Vanhove (1687-1755) exerce le métier de perruquier. Il accède à la bourgeoisie de Lille et se marie à Lille. Son fils Jean-Baptiste-François Vanhove (1711-1780), père des acteurs, commence sa carrière en tant que maître perruquier, puis devient cafetier sur la grand-place de Lille. Bourgeois de Lille, lui-aussi, il prend pour femme en 1738 à Lille, Marie-Élisabeth-Florence Pinte (née vers 1718-1772). Elle nait à Bouchain vers 1718 et décède à Lille en 1772. Elle est inhumée dans la chapelle Sainte-Barbe de l'église Saint-Étienne de Lille. Son mari meurt après elle en 1780 à Lille. Le couple a engendré huit enfants, dont nos trois comédiens et un prêtre, la destinée des autres frères et sœurs n'est pas connue, en dehors de leur date de naissance.
La foi catholique occupe une place certaine dans la famille : la mère est enterrée dans une église, un fils est prêtre. Cette particularité étonne du fait de la carrière de comédien épousée par trois fils, lorsqu'on sait à quel point l'église a longtemps condamné les acteurs, même si au XVIIIe siècle, les choses évoluent, le public s'intéressant de plus en plus à eux.

## Personnalités

### Charles-Joseph Vanhove
Charles-Joseph Vanhove (1739-1803) nait à Lille en novembre 1739. Fils de Jean-Baptiste Vanhove et de Marie Pinte, il est baptisé dans l'église Saint-Étienne de Lille le 8 novembre 1739.
Il commence sa carrière de comédien à Lille, il interprète à ses débuts, mais pendant peu de temps, des rôles de « jeunes premiers ». Très vite, il joue les rois dans les tragédies et les pères nobles dans les comédies. Il effectue un séjour assez long aux Pays-Bas, où il se marie, et joue notamment au théâtre français de La Haye. On le retrouve ensuite pendant deux ans au théâtre de la Monnaie à Bruxelles, puis il continue à la Comédie française en 1777, où il est appelé pour doubler Brizard dans quelques rôles,.
L'acteur Desessarts l'aurait en effet remarqué à Bruxelles et sur ses conseils, les responsables de la Comédie française auraient appelé Charles Vanhove à rejoindre Paris.
Il est membre de la Comédie française de 1777 à 1803, soit 26 ans. Il fait partie après quelques années de la troupe de François-Joseph Talma. Il apparait pour la première fois le 2 juillet 1777. Conformément à la coutume de l'époque, il enchaîne les rôles différents dans les jours qui suivent : il est Auguste dans Cinna de Pierre Corneille le 2, Baliveau dans la Métromanie le 3, Euphémon dans l'Enfant prodigue le 4, Orbesson dans le Père de famille le 5. Puis il continue son parcours dans différents rôles, comme Danaüs  dans Hypermnestre d'Antoine-Marin Lemierre.
Il est le 176e sociétaire de la Comédie française, en étant admis en tant que tel en 1779.
Il fait partie des acteurs utiles qui ne refusent jamais un rôle, même « mauvais », même minime.
Ses débuts sont diversement appréciés. Un critique de renom de l'époque lui reconnait des qualités, notamment celle de sa voix, de sa prononciation, son aisance sur scène mais formule divers reproches, le non respect de la prosodie ou rythme des vers, l'absence de compréhension du caractère du rôle interprété, ainsi qu'un certain manque de classe et d'allure.
Il crée en 1784 Basile dans Le Mariage de Figaro.
Son talent en tant que comédien va rester discuté : pour certains, sa déclamation est monotone ou alors trop forte et sa démarche vulgaire. Il aurait été moqué pour son manque d'instruction : pour une pièce mettant en scène des Romains, ignorant que ceux-ci ne connaissaient pas le mouchoir et utilisaient leurs doigts, devant interpréter le rôle de Sextus Afranius Burrus, il exige qu'on lui fasse des poches dans son costume pour y mettre son mouchoir. Edmond-Denis de Manne résume ces appréciations en notant que « l'ensemble de sa personne donnait plutôt l'idée d'un bon bourgeois du Marais que celle d'un héros tragique ». Néanmoins, le même auteur lui reconnait une sensibilité certaine et une chaleur communicative, même si avec l'âge sa sensibilité dégénère en affectation. Il note également que Charles Vanhove a réussi le mieux dans le drame. Et relève que le personnage est d'un commerce agréable, d'humeur souvent égale, sans morgue ni prétention, acceptant les rôles secondaires, ayant pour principe qu'un comédien doit être au service de son art. On estime encore que son manque d'ambition a fait qu'il n'ait pas assez travaillé ses talents.
Arrêté en 1793, il est relâché après cinq mois à condition d'entrer au Théâtre de la République où joue François-Joseph Talma.
En 1799, malgré ses défauts, il est conservé dans la troupe réunissant la Comédie française et le Théâtre de la République.
Avec l'âge, l'acteur prend un certain embonpoint qui accentue ses travers et lui vaut de sévères critiques des jeunes spectateurs qui n'ont pas connu les meilleures prestations de l'artiste dans le passé. Il va cependant rendre encore de nombreux services.
Il prend pour femme en Hollande Andrée Coche le 11 décembre 1774. Leur fille Charlotte Vanhove nait à La Haye. Les époux vont divorcer à une date non précisée : de ce fait l'acte de décès du comédien en 1803 stipule qu'il est célibataire.
Il arrive que père et fille jouent ensemble dans une même pièce, ainsi dans Andromaque de Jean Racine en mars 1802.
Depuis les années 1790, le comédien souffre de problèmes hépatiques. En 1803, il doit reprendre un rôle dans la pièce Polyeucte, il séjourne chez François-Joseph Talma, à Brunoy, lorsqu'il tombe malade. Alors qu'on pense à une indisposition passagère, le mal s'aggrave rapidement et l'emporte en quelques jours.
Il meurt le 27 juin 1803 (9 messidor an XI), à Brunoy, à l'âge de 63 ans. Il est enterré dans le jardin de cette maison de campagne de l'acteur, sur le site de laquelle s'élève actuellement un complexe immobilier.
Entre 1777 et 1802, Charles Vanhove a créé 51 rôles lorsqu'il était à la Comédie française, notamment aux côtés de Talma, dans les adaptations de Jean-François Ducis, d'après Shakespaere.

### Andrée Coche-Vanhove
Épousée en Hollande par Charles-Joseph Vanhove, Andrée Coche est la première institutrice de leur fille Charlotte. Lorsque Charles-Joseph Vanhove est appelé de Bruxelles à Paris en 1779, Charlotte, encore enfant, ne sait toujours pas lire. Madame Vanhove profite de l'occasion pour réussir à lui faire apprendre, ce qui avait été impossible jusque là : elle lui affirme qu'elle ne pourra entrer dans Paris si elle ne sait lire couramment. Dès lors , les progrès de la petite ont été foudroyants.
Andrée Coche-Vanhove a fait débuter sa fille à la Comédie française dans des rôles d'enfant.
Andrée Coche-Vanhove est présentée comme comédienne ayant rejoint la Comédie française après son mariage. En réalité, son époux Charles Vanhove a fait en sorte qu'elle débute peu de temps après qu'il en soit devenu sociétaire en 1779.
Elle débute dans un rôle tragique le 14 août 1780. Retenue pour interpréter Phèdre, dans le rôle titre, elle est mal accueillie par le parterre. Volontairement pour exprimer sa mauvaise humeur ou involontairement car désarçonnée par la situation, elle modifie un vers dans une scène du 4e acte : le deuxième vers de « Pardonne! un Dieu cruel a perdu ta famille.../ Reconnais sa vengeance aux fureurs de ta fille », devient « Reconnais sa vengeance aux fureurs du parterre ». La substitution n'est pas passée inaperçue et n'a pas été appréciée. La carrière de la débutante en est directement impactée.
Elle va également jouer Cléopâtre dans Rodogune de Pierre Corneille.
Elle n'ira pas au delà de la cinquième représentation.
Les critiques étaient partagés : pour les uns, on a été trop rigoureux avec cette débutante sans laisser à ses talents le temps de s'exprimer, pour d'autres on lui a reconnu trop de mérites.
Les époux vont divorcer à une date non précisée : de ce fait l'acte de décès du mari en 1803 stipule qu'il est célibataire.

### Jean-Baptiste Vanhove
Jean-Baptiste-François-Joseph-Marie Vanhove nait à Lille en juin 1755. Fils de Jean-Baptiste Vanhove et de Marie Pinte, il est baptisé le 14 juin 1755 dans l'église Saint-Étienne de Lille. Il commence sa carrière d'acteur à Rouen en 1786, dans Les Raisonneuses. Il fait plus tard partie de la troupe de Mademoiselle Montansier.
Pendant les guerres de la Révolution, il est fait prisonnier par les Anglais en 1795 et le demeure deux ans.
Il est retrouvé au Théâtre Molière de Paris en 1801 et 1802 , sous le nom de Joseph Vanhove.
On n'a plus d'autre trace de lui après cette date.

### Ernest Vanhove
Ernest-Joseph Vanhove (1756-1825) nait à Lille en juin 1756. Fils de Jean-Baptiste Vanhove et de Marie Pinte, il est baptisé dans l'église Saint-Étienne de Lille le 25 juin 1756. Sa carrière de comédien se partage essentiellement entre Rouen et Paris.
Il commence son parcours de comédien en jouant les pères nobles et les rois à Gand en 1784-1785, puis à Lille en 1789-1790. En 1791, il joue à Rouen et débute au Théâtre français, c'est-à-dire à la Comédie Française le 2 mai 1791 dans Iphigénie en Aulide, dans le rôle d'Ulysse. Il est membre de la Comédie française, lorsque les comédiens sont emprisonnés en 1793.
Après l'affaire de 1793, il joue en province et à Paris sur des théâtres secondaires.
Il est retrouvé à Rouen en 1803 et 1807.
Il retourne à la Comédie française en 1808, débute par le rôle d'Orgon dans le Tartuffe. En novembre 1809, il figure parmi les comédiens pensionnaires ou à l'essai. Son numéro de pensionnaire est le P0670.
Puis il revient à Rouen, y est correspondant dramatique, directeur du Théâtre des Arts de 1820 à 1822. À cette occasion, il est qualifié de comédien du roi, retraité du Théâtre français.
Ernest Vanhove dirige le théâtre de Rouen lors de deux campagnes estimées « assez difficiles ». Il en débute une troisième mais renonce après deux mois le 1er juillet 1822, en raison selon lui de l'hostilité qu'il ressent à son égard. Avec son successeur va débuter une ère brillante pour le théâtre de Rouen.
Il meurt dans les environs de Rouen, à Bosgouet le 30 juin 1825, à 69 ans. Il est alors époux d'Elisabeth Françoise Wydemans, née à Bruxelles.

### Vanhove diteMézières
Vanhove dites Mézières est la fille de Charles-Joseph Vanhove. Elle est peut être aussi la fille d'Andrée Coche-Vanhove. Son prénom n'est pas connu. Elle est peut être Mathilde Thérèse  Van Hove décédée à Paris le 14 février 1847 à 79 ans artiste née à Braunxshweig.
Elle effectue une carrière de comédienne : elle est retrouvée à l'Opéra de la rue de Richelieu, au théâtre de la Montansier, au Théâtre de l'Odéon, au Théâtre de la Porte-Saint-Martin.
Une actrice Mézière est retrouvée au cœur d'un échange de lettres en 1797 à Rouen entre deux personnes s'adressant au rédacteur du Journal de Rouen. Peut-être s'agit-il de la même personne. Il en est à nouveau question en 1798-1799.

### Charlotte Vanhove
Charlotte Vanhove, dite Caroline (1771-1860), la plus célèbre de la famille, est la fille de Charles-Joseph Vanhove et d'Andrée Coche-Vanhove, née à La Haye, morte à Paris, à 88 ans. Elle se marie en secondes noces au grand acteur François-Joseph Talma. Elle entre à la Comédie française avant ses 15 ans, prend sa retraite en 1811 et s'adonne ensuite au dessin, à la peinture, aux lettres.

## Armes
Bourgeois de Lille dès le XVIe siècle, les Vanhove possèdent des armes : « D'azur à une étoile à 5 rais d'or accompagnée de trois croissants d'argent 2 et 1, l'écu semé de douze billettes du même, une en chef, une en pointe et cinq à chaque flanc 2, 1 et 2 ».